# Hélène Jakovljevic
Hélène Jakovljevic, née le 5 octobre 2000  est une joueuse française de basket-ball évoluant au poste de meneuse de jeu.

## Biographie
Hélène Jakovljevic a commencé sa carrière sur les parquets de l'élite à Villeneuve-d’Ascq et à Landerneau.
En 2020, elle décide de signer à Toulouse MB en Ligue 2, elle y sera championne de France de Ligue 2 en 2022.
Auréolée de son titre de championne, elle s'engage à Aulnoye dans la même optique en 2022.

## Palmarès

### En club
- Championnat de France LFB 2017
- Championnat de France LF2 2022

### En sélection nationale
- Médaille de bronze du Championnat d’Europe des moins de 20 ans : 2019
- Médaille de bronze du Championnat d’Europe des moins de 18 ans : 2017
- Médaille de bronze du Championnat d’Europe des moins de 16 ans : 2016

### Distinctions personnelles
- Cinq Majeur LF2 : saison 2023-2024[2]